# Tsuguko di Takamado
Tsuguko di Takamado (承子女王?, Tsuguko Joō; Tokyo, 8 marzo 1986), è una principessa membro della famiglia imperiale del Giappone; prima figlia di Norihito, principe Takamado e di sua moglie Hisako. Secondo e ultimo membro del ramo "Takamado-no-miya" (高円宮?) della Casa Imperiale, la Principessa è presidente di alcune associazioni e federazioni sportive giapponesi ereditate da sua madre. La Principessa Tsuguko rappresenta inoltre la Famiglia Imperiale ad eventi culturali e sociali e ne è l'unico membro a lavorare per l'UNICEF, oltre che - a volte - rappresentare la Famiglia all'estero.

## Biografia

### Infanzia e educazione
Tsuguko di Takamado è nata a Tokyo l'8 marzo 1986.
La principessa ha frequentato la scuola elementare e le scuole secondarie femminili nel prestigioso istituto Gakushūin. In seguito si è iscritta alla facoltà di studi interculturali del college femminile del Gakushūin, che ha poi abbandonato nel marzo del 2005. Fra il 13 aprile 2004 e il 1º luglio 2008, ha frequentato l'Università di Edimburgo dove ha studiato psicologia criminale e sociologia; non ha però portato a termine gli studi.
Nel marzo del 2013, la principessa Tsuguko ha conseguito una laurea di primo livello presso la scuola internazionale di studi liberali dell'Università di Waseda. Dall'aprile successivo lavora presso il comitato giapponese per l'UNICEF.

### Incarichi di corte

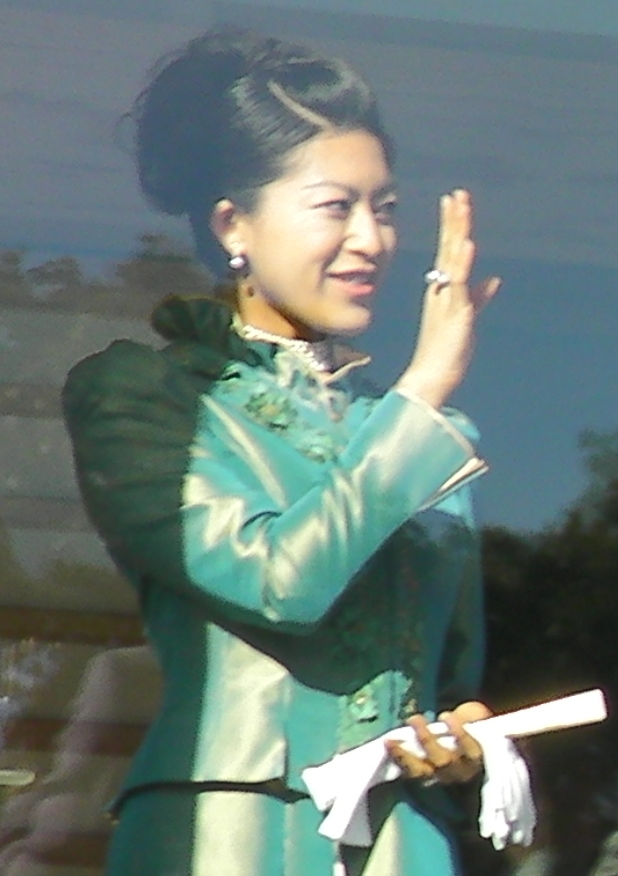
La principessa alle celebrazioni del nuovo anno il 2 gennaio 2009.

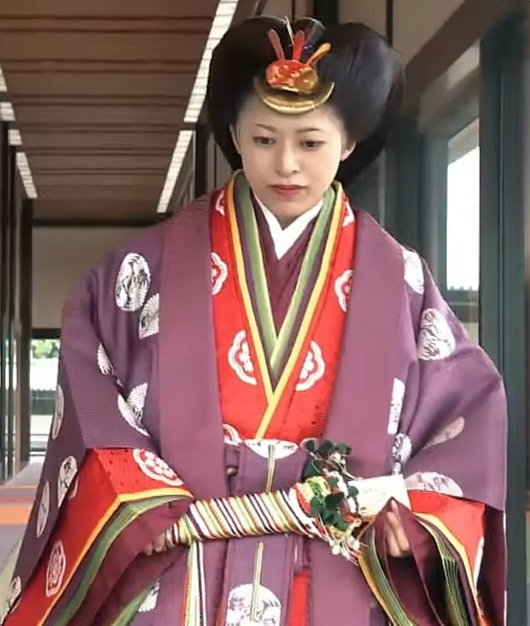
Principessa Tsuguko di Takamado durante l'incoronazione dell'Imperatore (2019)

La principessa Tsuguko  è diventata maggiorenne l'8 marzo 2006, quando ha compiuto 20 anni. Per celebrare l'occasione, le è stata assegnata l'onorificenza di Dama di II Classe dell'Ordine della Corona Preziosa e ha partecipato a una conferenza stampa in suo onore. Da allora, è stata in grado di iniziare a prendere parte ad attività per conto della famiglia imperiale. Nel 2006 ha rappresentato la famiglia imperiale alle celebrazioni per le nozze d'argento del granduca Enrico di Lussemburgo e di sua moglie María Teresa Mestre.
Nell'agosto del 2011 ha partecipato alla 28ª esposizione di opere di artisti disabili di Tokyo che si è tenuta nel negozio principale dei grandi magazzini Seibu situati nel quartiere Ikebukuro. È stata fotografata insieme al primo classificato.
Nel 2012 la principessa ha rappresentato il Giappone in occasione del sessantesimo anniversario delle relazioni diplomatiche con lo Sri Lanka. Nell'agosto del 2013 Tsguko ha nuovamente visitato lo Sri Lanka su invito del presidente Mahinda Rajapaksa. Tsuguko è stato accolta calorosamente anche dalla First Lady Shiranthi Rajapaksa.
Nel maggio del 2015, si è recata con la madre la città di Watari, danneggiata dal terremoto del 2011. Ha visitato e ispezionato il 2° quartier generale della Guardia Costiera del Giappone. Dopo di che, ha visitato anche l'associazione di salvataggio in mare Miyagi, organizzazione regionale di pubblico interesse affiliata all'Associazione giapponese di salvataggio in mare, di cui la madre è presidente onoraria. Ha deposto una corona di fiori in ricordo delle vittime e ha pronunciato un messaggio di solidarietà ai suoi membri.
Nel marzo 2015, la principessa e sua madre hanno incontrato il principe ereditario Federico di Danimarca e sua moglie la principessa Mary di Danimarca, durante la loro visita di stato in Giappone e hanno partecipato ad alcuni eventi ufficiali con loro.
Nel gennaio 2018 è succeduta alla madre come Presidente onorario della All Japan Archery Federation e il mese successivo, a febbraio, è diventata Presidente onorario della Japan Squash Association. Da allora prende parte regolarmente ad eventi organizzati da queste organizzazioni.
Il 5 dicembre 2019, Tsuguko ha visitato il Centro Nazionale d'Arte di Minato, Tokyo, con il Primo Ministro dell'Ungheria, Viktor Orbán.
L'11 aprile 2023, la principessa e sua madre Hisako, principessa Takamado hanno incontrato il re Abd Allah II di Giordania e il principe ereditario Husayn ibn 'Abd Allah nel loro alloggio durante la loro visita di stato in Giappone dal 7 al 12 aprile. Dal 29 maggio al 3 giugno 2023, la principessa Tsuguko e sua madre hanno fatto una visita ufficiale in Giordania per partecipare al matrimonio di Husayn e Rajwa Al Saif. Tuttavia, hanno anche preso parte ad altri eventi del paese: Tsuguko ha visitato un campo profughi palestinese ad Amman, la capitale della Giordania, e una scuola complementare giapponese in Giordania. Questa è stata la sua prima visita ufficiale all'estero, poiché le precedenti visite in paesi stranieri dalla principessa sono state considerate private dall'Agenzia della famiglia imperiale.

### Immagine pubblica
Nel 2008 si è aggiudicata il quindicesimo posto nella lista dei "20 giovani reali più belli", compilata dalla rivista Forbes.

## Titoli e trattamento
- dall'8 marzo 1986: Sua altezza imperiale la principessa Tsuguko di Takamado